# 不伦瑞克伯国
不伦瑞克伯国（County of Brunswick）是中世纪从属于萨克森公国的伯爵领。 它存在于约9世纪至13世纪初，并在1235年被提升为一个公国，即不伦瑞克-吕讷堡公国。
该伯国最早是由Brunonen王朝开拓的，王朝核心在伯国内的不伦瑞克，并由胖子亨利继承伯国后将领地扩大到诺特海姆和哥廷根。伯国继承了一部分Billung王朝的领地，即吕讷堡周边的土地，并于1106年开始受韦尔夫家族统治。 当萨克森公国在1180年划分时，由于新的萨克森统治者阿斯坎尼家族已经不能建立起对不伦瑞克地区的统治，因此不伦瑞克伯国从法理上脱离了萨克森公国的管治，成为神圣罗马帝国内部一个独立的伯国。 1203年，韦尔夫家族萨克森公爵狮子亨利的三个儿子瓜分了伯国的领土， 长子亨利接收了伯国的西部地区，包括汉诺威和哥廷根；三子奥托接收了不伦瑞克地区；四子威廉则接收了吕讷堡周围的领土。 不伦瑞克的独立在其于1235年被提升为不伦瑞克-吕讷堡公国被广泛承认，并一直存在直到1918年。

## 伯爵
本条目所列的是公元9-13世纪统治不伦瑞克伯国的统治者。对于不伦瑞克地区其后的统治者，请参阅 不伦瑞克-吕讷堡公国条目。 清单可能不完整。

### Brunonen王朝
- Brun I (于991年前取得政权, 死于1015/或1016年)
- Liudolf (死于1038年)
- Brun II (死于1057年)
- Ekbert I (死于1068年)
- Ekbert II (死于1090年)

### Northeim王朝
- 弗里西亚藩侯“胖子”亨利 (死于1101年)

### 苏普林堡王朝
- 神圣罗马帝国皇帝洛泰尔二世 (死于1137年)

### 韦尔夫王朝
- 骄傲的亨利 (死于1139年)
- 狮子亨利 (于1180年被废黜，死于1195年)
- 联合统治:
  - 温彻斯特的威廉 (死于1215年)
  - 神圣罗马帝国皇帝奥托四世 (死于1218年)
  - 莱茵普法尔茨伯爵亨利五世 (死于1227年)
- 孩童奥托 (于1235年被提升为不伦瑞克-吕讷堡公爵)